# Saison 1963-1964 des Celtics de Boston
La saison 1963-1964 des Celtics de Boston est la 18e saison de basket-ball de la franchise américaine de la National Basketball Association (généralement désignée par le sigle NBA).
Les Celtics jouent toutes leurs rencontres à domicile au Boston Garden. Entraînée par Red Auerbach, l'équipe réussit à terminer en tête de la saison régulière de la Division Est.
Les Celtics gagnent leur 7e titre NBA (et le 5e consécutif) en battant en finale les Warriors de San Francisco quatre victoires à une.

## Draft
| Tour | Choix | Joueur     | Poste | Nationalité | Provenance     |
| ---- | ----- | ---------- | ----- | ----------- | -------------- |
| 1    | 8     | Bill Green | F     | États-Unis  | Colorado State |

## Historique

### Saison régulière
Les Celtics  est l'une des équipes dominantes de la ligue. La superstar des années cinquante Bob Cousy a pris sa retraite à la fin de la saison précédente, mais la franchise entraînée par Red Auerbach ne souffre pas de ce départ. Couzy est remplacé dans le cinq majeur par K.C. Jones, un spécialiste de la défense. Celle-ci continue à être mise en avant par Auerbach qui s'appuie sur Sanders Satch et le pivot Bill Russell. Celui-ci, avec 24,7 prises par match, est le meilleur rebondeur de la ligue. Auerbach s'appuie sur un jeu d'attaque où le score est alimenté par plusieurs joueurs : six joueurs des Celtics inscrivent dix points ou plus par match, et deux autres inscrivent au moins huit points. Le sixième homme de l'équipe, John Havlicek, est le meilleur marqueur de l'équipe avec 20 points par match.
Les Celtics présentent un bilan de 59 victoires en 80 matchs.

### All-Star Game
Le NBA All-Star Game 1964 se déroule le 14 janvier 1964 au Boston Garden de Boston. Trois joueurs des Celtics sont sélectionnés : Bill Russell et Tom Heinsohn dans le cinq de départ et Sam Jones sur le banc. La sélection de l'Est, dirigée par Red Auerbach, bat la sélection de l'Ouest sur le score de 111 à 107.

#### Classement
| Division Est          | V  | D  | PCT  | GB |
| --------------------- | -- | -- | ---- | -- |
| Celtics de Boston     | 59 | 21 | 73.8 | -  |
| Royals de Cincinnati  | 55 | 25 | 68.8 | 4  |
| 76ers de Philadelphie | 34 | 46 | 42.5 | 25 |
| Knicks de New York    | 22 | 58 | 27.5 | 37 |

### Playoffs

#### Tableau
|  | Demi-finales de Division | Demi-finales de Division | Demi-finales de Division |                        |   | Finales de Division | Finales de Division | Finales de Division |  |  | Finales NBA | Finales NBA    | Finales NBA |
|  |                          |                          |                          |                        |   |                     |                     |                     |  |  |             |                |             |
|  |                          |                          |                          |                        |   |                     |                     |                     |  |  |             |                |             |
|  |                          | 1                        | Boston Celtics           | 4                      |   |                     |                     |                     |  |  |             |                |             |
|  | Division Est             | 1                        | Boston Celtics           | 4                      |   |                     |                     |                     |  |  |             |                |             |
|  |                          |                          | 3                        | Cincinnati Royals      | 1 |                     |                     |                     |  |  |             |                |             |
|  | 3                        | Philadelphie 76ers       | 3                        | Cincinnati Royals      | 1 | 2                   |                     |                     |  |  |             |                |             |
|  | 3                        | Philadelphie 76ers       |                          |                        |   | 2                   |                     |                     |  |  |             |                |             |
|  | 2                        | Cincinnati Royals        | 3                        |                        |   |                     |                     |                     |  |  |             |                |             |
|  |                          |                          |                          |                        |   |                     |                     |                     |  |  | E1          | Boston Celtics | 4           |
|  |                          |                          | O1                       | San Francisco Warriors | 1 |                     |                     |                     |  |  |             |                |             |
|  |                          |                          |                          |                        |   |                     |                     |                     |  |  |             |                |             |
|  |                          |                          |                          |                        |   |                     |                     |                     |  |  |             |                |             |
|  |                          | 1                        | San Francisco Warriors   | 4                      |   |                     |                     |                     |  |  |             |                |             |
|  | Division Ouest           | 1                        | San Francisco Warriors   | 4                      |   |                     |                     |                     |  |  |             |                |             |
|  |                          |                          | 2                        | St. Louis Hawks        | 3 |                     |                     |                     |  |  |             |                |             |
|  | 3                        | Los Angeles Lakers       | 2                        | St. Louis Hawks        | 3 | 1                   |                     |                     |  |  |             |                |             |
|  | 3                        | Los Angeles Lakers       |                          |                        |   | 1                   |                     |                     |  |  |             |                |             |
|  | 2                        | St. Louis Hawks          | 3                        |                        |   |                     |                     |                     |  |  |             |                |             |

### Scores

#### Finale de Division Est
- Celtics de Boston - Royals de Cincinnati, 4-1
  - 31 mars : Boston - Cincinnati 103-87[4]
  - 2 avril : Boston - Cincinnati 101-90[5]
  - 5 avril :  Cincinnati - Boston 92-102[6]
  - 7 avril : Cincinnati - Boston 102-93[7]
  - 9 avril : Boston - Cincinnati 109-95[8]

#### Finales NBA
Les Celtics de Boston remportent les Finales NBA face aux Warriors de San Francisco sur le score de 4-1 sur la série.

##### Match 1
- 18 avril : Boston - San Francisco Warriors 108-96[9]

| 18 avril 1964 | Rapport | Warriors de San Francisco 96, Celtics de Boston 108 | Warriors de San Francisco 96, Celtics de Boston 108 | Warriors de San Francisco 96, Celtics de Boston 108 |  | Boston Garden, Boston Affluence : 13 909 |
| 18 avril 1964 | Rapport | Score par quart-temps : 24-25, 15-32, 25-22, 22-29  |                                                     |                                                     |  | Boston Garden, Boston Affluence : 13 909 |
| 18 avril 1964 | Rapport | Wilt Chamberlain 33                                 | Points                                              | Jones, Havlicek 28                                  |  | Boston Garden, Boston Affluence : 13 909 |
| 18 avril 1964 | Rapport | Boston mène la série 1 à 0                          |                                                     |                                                     |  | Boston Garden, Boston Affluence : 13 909 |

##### Match 2
- 20 avril : Boston - San Francisco Warriors 124-101[10]

| 20 avril 1964 | Rapport | Warriors de San Francisco 101, Celtics de Boston 124 | Warriors de San Francisco 101, Celtics de Boston 124 | Warriors de San Francisco 101, Celtics de Boston 124 |  | Boston Garden, Boston Affluence : 13 909 |
| 20 avril 1964 | Rapport | Score par quart-temps : 22-31, 21-31, 25-36, 33-26   |                                                      |                                                      |  | Boston Garden, Boston Affluence : 13 909 |
| 20 avril 1964 | Rapport | Wilt Chamberlain 32                                  | Points                                               | Sam Jones 31                                         |  | Boston Garden, Boston Affluence : 13 909 |
| 20 avril 1964 | Rapport | Boston mène la série 2 à 0                           |                                                      |                                                      |  | Boston Garden, Boston Affluence : 13 909 |

##### Match 3
- 22 avril :  San Francisco Warriors - Boston 115-91[11]

| 22 avril 1964 | Rapport | Celtics de Boston 91, Warriors de San Francisco 115 | Celtics de Boston 91, Warriors de San Francisco 115 | Celtics de Boston 91, Warriors de San Francisco 115 |  | Cow Palace, San Francisco Affluence : 10 981 |
| 22 avril 1964 | Rapport | Score par quart-temps : 21-40, 22-27, 21-23, 27-25  |                                                     |                                                     |  | Cow Palace, San Francisco Affluence : 10 981 |
| 22 avril 1964 | Rapport | John Havlicek 22                                    | Points                                              | Wilt Chamberlain 35                                 |  | Cow Palace, San Francisco Affluence : 10 981 |
| 22 avril 1964 | Rapport | Boston mène la série 2 à 1                          |                                                     |                                                     |  | Cow Palace, San Francisco Affluence : 10 981 |

##### Match 4
- 24 avril : San Francisco Warriors - Boston 95-98[12]

| 24 avril 1964 | Rapport | Celtics de Boston 98, Warriors de San Francisco 95 | Celtics de Boston 98, Warriors de San Francisco 95 | Celtics de Boston 98, Warriors de San Francisco 95 |  | Cow Palace, San Francisco Affluence : 14 862 |
| 24 avril 1964 | Rapport | Score par quart-temps : 17-24, 23-20, 36-20, 22-31 |                                                    |                                                    |  | Cow Palace, San Francisco Affluence : 14 862 |
| 24 avril 1964 | Rapport | Tom Heinsohn 25                                    | Points                                             | Wilt Chamberlain 27                                |  | Cow Palace, San Francisco Affluence : 14 862 |
| 24 avril 1964 | Rapport | Boston mène la série 3 à 1                         |                                                    |                                                    |  | Cow Palace, San Francisco Affluence : 14 862 |

##### Match 5
- 26 avril : Boston - San Francisco Warriors 105-99[13]

| 26 avril 1964 | Rapport | Warriors de San Francisco 99, Celtics de Boston 105      | Warriors de San Francisco 99, Celtics de Boston 105 | Warriors de San Francisco 99, Celtics de Boston 105 |  | Boston Garden, Boston Affluence : 13 909 |
| 26 avril 1964 | Rapport | Score par quart-temps : 24-22, 17-23, 30-29, 28-31       |                                                     |                                                     |  | Boston Garden, Boston Affluence : 13 909 |
| 26 avril 1964 | Rapport | Wilt Chamberlain 30                                      | Points                                              | Sam Jones, Frank Ramsey 18                          |  | Boston Garden, Boston Affluence : 13 909 |
| 26 avril 1964 | Rapport | Boston gagne la série 4 à 1 et devient champion NBA 1964 |                                                     |                                                     |  | Boston Garden, Boston Affluence : 13 909 |

## Effectif
| Pos. | Cinq de Départ | Banc                       | Réserve          | Inactifs |
| ---- | -------------- | -------------------------- | ---------------- | -------- |
| Pi   | Bill Russell   |                            | Clyde Lovellette |          |
| AiF  | Satch Sanders  | Tom Heinsohn Willie Naulls |                  |          |
| Ai   | John Havlicek  | Frank Ramsey               | Jim Loscutoff    |          |
| Ar   | Sam Jones      |                            | Larry Siegfried  |          |
| Me   | K.C. Jones     |                            | Johnny McCarthy  |          |

## Statistiques

### Saison régulière
| Joueur           | Matchs | Min./m. | % Tir | % LF | Rbds/m. | Pass/m. | Pts/m. |
| ---------------- | ------ | ------- | ----- | ---- | ------- | ------- | ------ |
| John Havlicek    | 80     | 32.3    | .417  | .746 | 5.4     | 3.0     | 19.9   |
| Tom Heinsohn     | 76     | 26.8    | .398  | .827 | 6.1     | 2.4     | 16.5   |
| K.C. Jones       | 80     | 30.3    | .392  | .524 | 4.7     | 5.1     | 8.2    |
| Sam Jones        | 76     | 31.3    | .450  | .783 | 4.6     | 2.7     | 19.4   |
| Jim Loscutoff    | 53     | 8.5     | .308  | .581 | 2.5     | 0.5     | 2.5    |
| Clyde Lovellette | 45     | 9.7     | .420  | .789 | 2.8     | 0.5     | 6.7    |
| Johnny McCarthy  | 28     | 7.4     | .333  | .385 | 1.3     | 0.9     | 1.3    |
| Willie Naulls    | 78     | 18.1    | .417  | .796 | 4.6     | 0.8     | 9.8    |
| Frank Ramsey     | 75     | 16.4    | .374  | .841 | 3.0     | 1.1     | 8.6    |
| Bill Russell     | 78     | 44.6    | .433  | .550 | 24.7    | 4.7     | 15.0   |
| Tom Sanders      | 80     | 29.6    | .417  | .761 | 8.3     | 1.3     | 11.4   |
| Larry Siegfried  | 31     | 8.4     | .318  | .795 | 1.6     | 1.3     | 3.3    |

- Actions défensives gagnées par match: Bill Russell : 16,0 (K.C. Jones, Tom Sanders et John Havlicek prennent les 3e,4e et 5e place)

### Playoffs
| Joueur           | Matchs | Min./m. | % Tir | % LF  | Rbds/m. | Pass/m. | Pts/m. |
| ---------------- | ------ | ------- | ----- | ----- | ------- | ------- | ------ |
| John Havlicek    | 10     | 28.9    | .384  | .795  | 4.3     | 3.2     | 15.7   |
| Tom Heinsohn     | 10     | 30.8    | .389  | .810  | 8.0     | 2.6     | 17.4   |
| K.C. Jones       | 10     | 31.2    | .347  | .520  | 3.7     | 6.8     | 6.3    |
| Sam Jones        | 10     | 35.6    | .506  | .735  | 4.7     | 2.3     | 23.2   |
| Jim Loscutoff    | 1      | 5.0     | 1.000 |       | 2.0     | 0.0     | 4.0    |
| Clyde Lovellette | 5      | 8.0     | .235  | 1.000 | 1.4     | 0.4     | 4.0    |
| Johnny McCarthy  | 1      | 8.0     | 1.000 |       | 1.0     | 1.0     | 2.0    |
| Willie Naulls    | 10     | 16.7    | .389  | .739  | 4.6     | 0.8     | 9.1    |
| Frank Ramsey     | 10     | 13.8    | .349  | .857  | 2.1     | 1.0     | 6.2    |
| Bill Russell     | 10     | 45.1    | .356  | .552  | 27.2    | 4.4     | 13.1   |
| Tom Sanders      | 10     | 30.2    | .362  | .676  | 6.8     | 0.6     | 9.1    |
| Larry Siegfried  | 4      | 6.0     | .333  | .500  | 1.0     | 0.3     | 1.8    |

## Récompenses
- Bill Russell, All-NBA Second Team (pour la septième fois en  All-NBA Team)
- Tom Heinsohn, All-NBA Second Team (pour la quatrième fois en  All-NBA Team)
- John Havlicek, All-NBA Second Team